# Lakatos Ernő
Lakatos Ernő (Budapest, 1930. szeptember 22. – Budapest, 2018. december 21.) kommunista politikus, újságíró, diplomata.

## Élete és munkássága
1945 és 1948 között építőipari munkásként dolgozott. Bekapcsolódott a baloldali ifjúsági mozgalomba. 1948-tól a DISZ Központi Vezetőségének politikai munkatársa lett. 1950 és 1960 között a Magyar Néphadsereg tisztjeként főleg a hadsereg sajtójában tevékenykedett. Levelező tagozaton elvégezte az ELTE Bölcsészettudományi Karát. 
1960-ban leszerelt és a Magyar Rádió belpolitikai rovatvezetője lett 1962-ig. Ezután a Magyar Ifjúság főszerkesztő-helyettese volt 1969-ig. A Minisztertanács Tájékoztatási Hivatalának általános elnökhelyettese volt 1969 és 1977 között. 1973-ban elvégezte az MSZMP Politikai Főiskoláját. Az MTI vezérigazgató-helyettese (1977–1980) majd vezérigazgatója lett (1980–1982). 
1982 és 1988 között az MSZMP KB Agitációs és Propaganda Osztályának vezetője volt. 1988-ban külügyi szolgálatba helyezték, nagykövet lett Berlinben, az NDK fővárosában. A rendszerváltás után, 1991 márciusában nyugdíjba vonult.

## Családja
Fia, Lakatos András vállalkozó az L. A. Holding Kft. tulajdonosaként üzlettársa volt a 24 éves korában autóbalesetben elhunyt, kétes hírű olajvállalkozónak, Molnár Lászlónak, a Miller Oil Bt. tulajdonosának. Közös cégeik nagy mennyiségű gázolajat importáltak a Honvédelmi Minisztérium, az amerikai IFOR-erők és mások részére.

## Kitüntetései
- Munkás-paraszt Hatalomért emlékérem (1957)
- Munka Érdemrend arany fokozata (1972)
- Szocialista Magyarországért érdemrend (1984)
- Inhuldigingsmedaille 1980 (Hollandia: Beiktatási érem 1980) (1980)[4]

## Művei
- Vadászat Magyarországon; főszerk. Moldován Tamás, szerkbiz. Lakatos Ernő et al.; Idegenforgalmi Propaganda és Kiadó Vállalat, Bp., 1980
- Meggyőzés az egységes cselekvésért; Kossuth, Bp., 1986
- Kitépett lapok egy naplóból; Leopárd, Bp., 1991